# 青怡花園

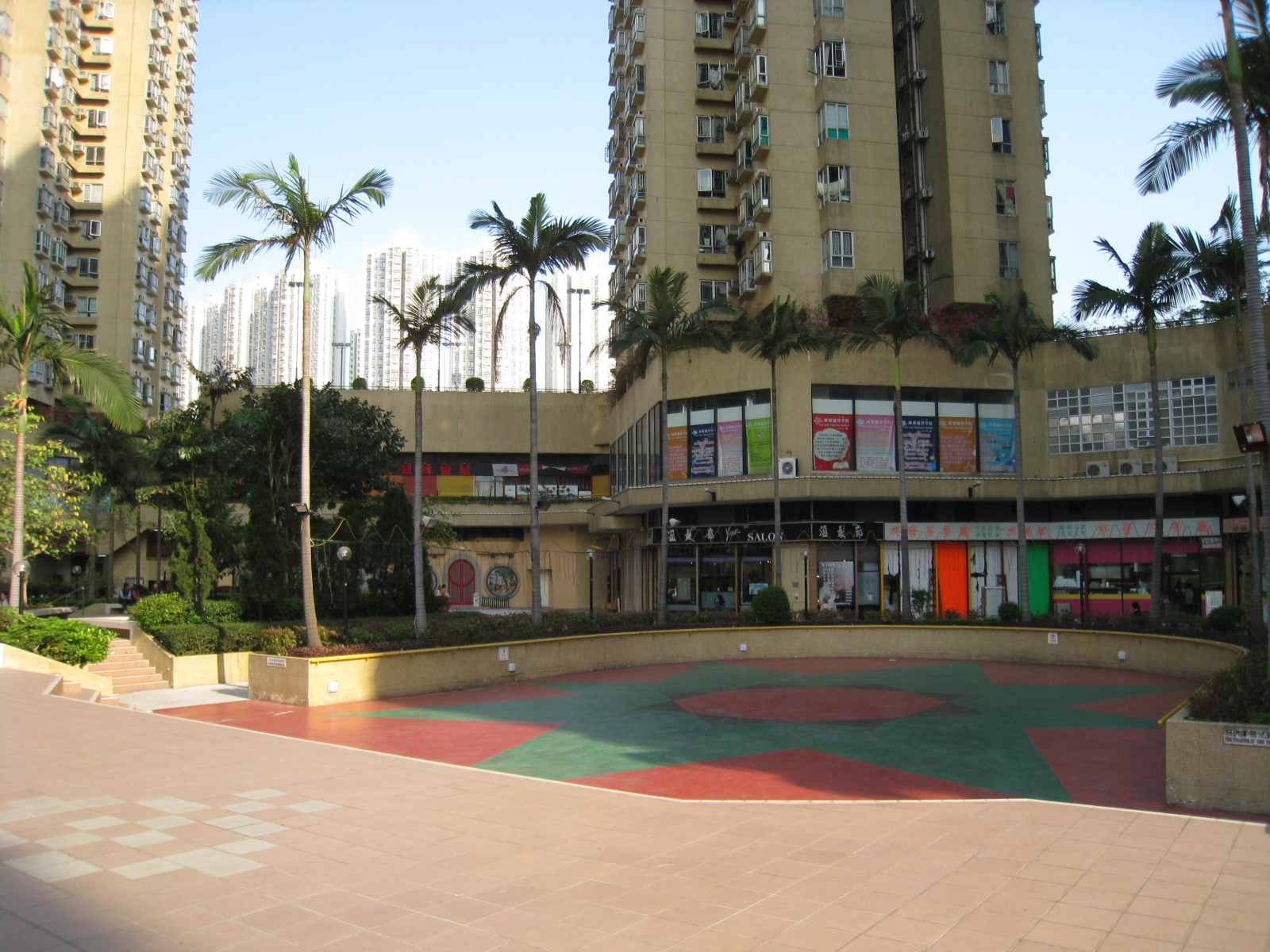
青怡花園內的庭園

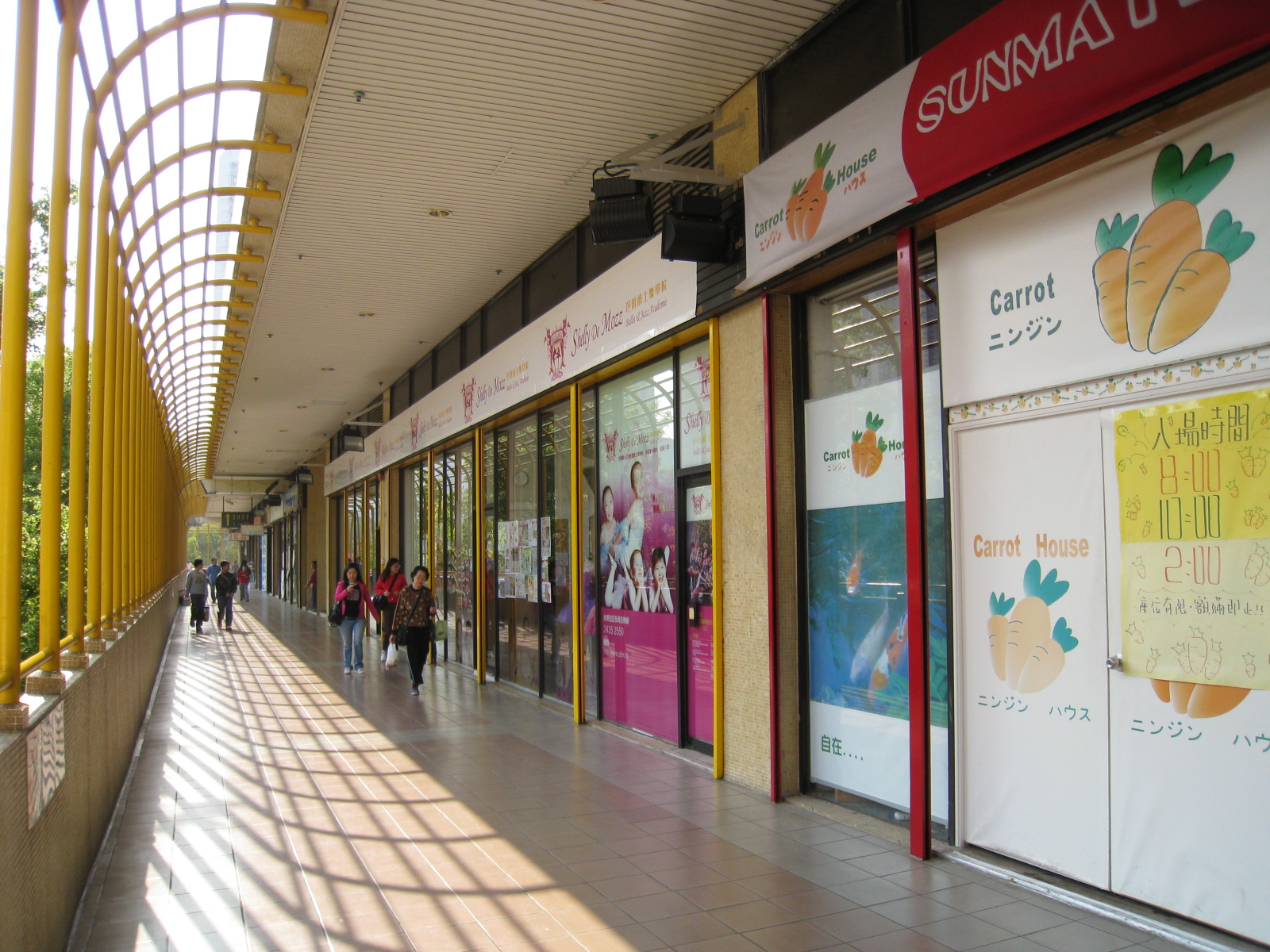
青怡花園商場（2008年）

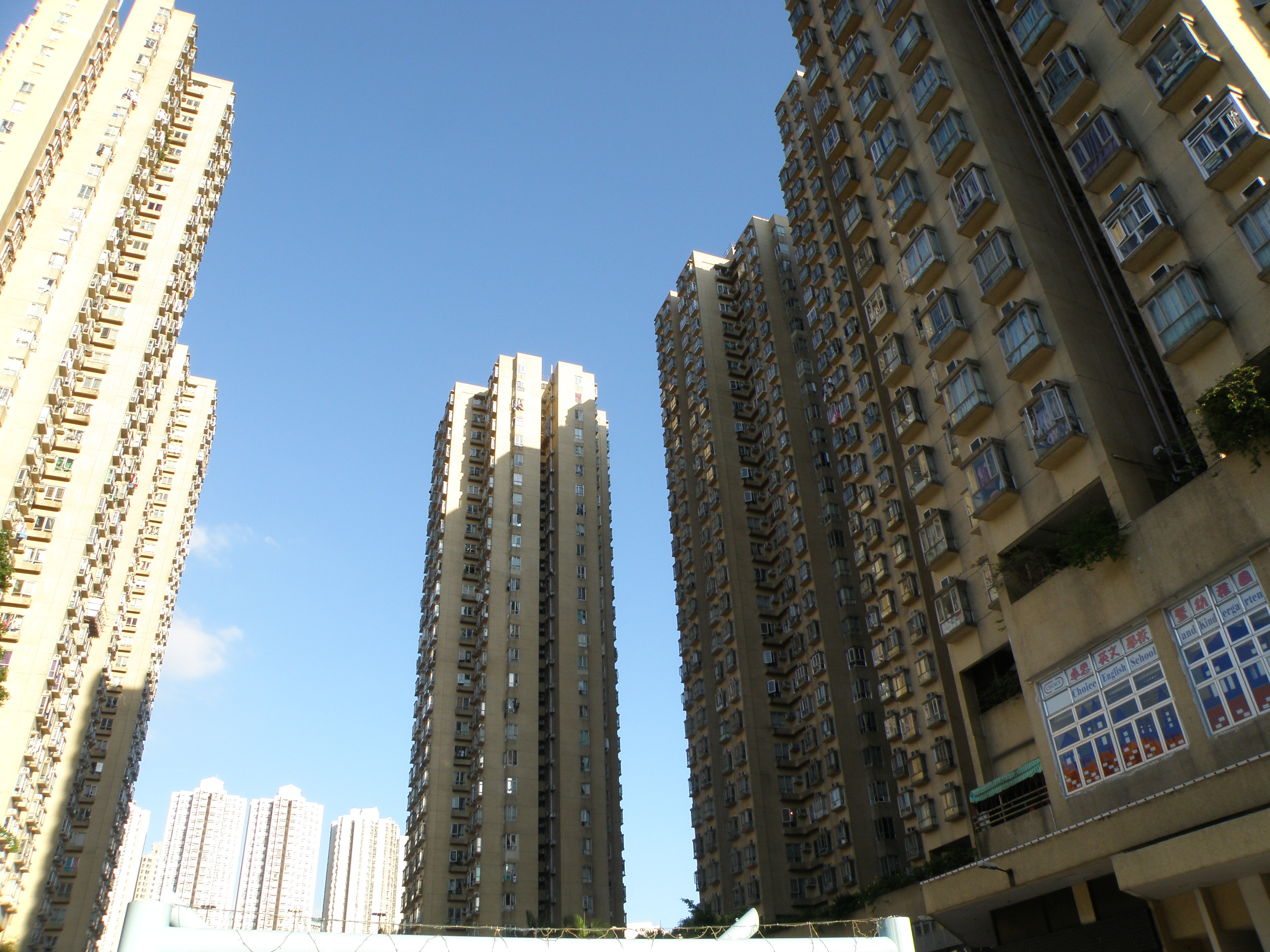
近攝青怡花園

青怡花園（英語：Tsing Yi Garden）是香港青衣島的一個私人屋苑，位於青衣市地段第101號（TYTL 101），地址為青綠街7-19號，鄰近青衣邨及青衣公園，屋苑前身是1962年建於青衣墟對出填海地的青衣南美木業公司夾板廠，對面地皮原為青健臨屋區，現為綠悠雅苑。屋苑分為2期發展共7座樓宇，於1986年11月落成入伙，共提供1,520個建築面積為432呎及670呎的單位。發展商為青衣地產有限公司（Tsing-Yi Realty Ltd），為長江實業的附屬公司。屋苑現已成立業主立案法團，並由佳定物業管理負責管理。

## 屋苑資料
| 座數             | 樓層       | 單位       | 建築面積 | 實用面積 |
| ---------------- | ---------- | ---------- | -------- | -------- |
| 第1-4座（第1期） | 3/F - 27/F | A、B、E、F | 432呎    | 343呎    |
| 第1-4座（第1期） | 3/F - 27/F | C、D、G、H | 670呎    | 547呎    |
| 第5-7座（第2期） | 3/F - 32/F | A、B、E、F | 432呎    | 343呎    |
| 第5-7座（第2期） | 3/F - 32/F | C、D、G、H | 670呎    | 547呎    |

## 屋苑設施
- 青怡薈
- 住戶專用平台
- 游泳池
- 住戶康樂中心（設有多用途室、兒童遊戲室、閱讀室、健身室）
- 滾軸溜冰場
- 地庫停車場
- 港鐵特惠站（位於青怡薈一樓，並於2014年5月22日搬遷到青衣公共圖書館旁）
- 客戶服務中心

## 教育

### 幼稚園
- 卓思英文學校暨幼稚園（青怡分校）

已結束
- 太陽島英文幼稚園（青衣分校）
- 宏福幼稚園（分校）
- 宏福幼稚園（本地課程）
- 宏福幼稚園（非本地課程）

## 商場
青怡花園設有商場青怡廣場。2005年，置富產業信託向長江實業收購青怡廣場。2011年7月，青怡廣場改名為青怡薈。
- Artistic Soul Hub『亞蘇藝舍』
- 百佳超級市場
- 大快活
- 金運海鮮酒家
- 名家餅店
- 八方雲集
- 鳳城小食店
- 麵飽屋
- 俊達晞茶餐廳小廚
- 紅金沙糖水小食
- 美琪文具
- 日本城

## 資料來源
1. ↑  地政總署自1982年4月1日至1993年12月31日所批出的樓花同意書、轉讓同意書及公契批核書列表，第6頁：http://www.landsd.gov.hk/en/consent/district/kt(pre1994).pdf （页面存档备份，存于）
2. ↑  長實董事局報告書，第5頁：http://www.hkexnews.hk/listedco/listconews/sehk/2003/0407/0001/f111_c.pdf （页面存档备份，存于）